# 塔什特普河
塔什特普河是俄羅斯的河流，屬於阿巴坎河的左支流，由哈卡斯共和國負責管轄，河道全長120公里，流域面積2,200平方公里，河水主要來自雨水和融雪，每年十一月至翌年四月結冰。